# どんどんドメルとロン
『どんどんドメルとロン』は、Dupa（デュパ）、なかはらまきの原作によるテレビアニメ。テレビ東京にて1988年4月から1989年3月まで放送された。全52話。

## ストーリー
精神的に若く元気な老人・ロンと、彼の飼い犬で、人語を解し車の運転までするドメルが引き起こす騒動を描いたギャグアニメ。

## キャラクター
ドメル
声 - 龍田直樹
人語を解する白い犬。
ロン
声 - 肝付兼太
発明好きの元気な老人。
ベアトリクス
声 - 杉山佳寿子
チェリー
声 - 冨永みーな
ブラッキー
声 - 松本梨香
ポリス
声 - 山寺宏一
ボブ
声 - TARAKO

## スタッフ
- 原作 - Dupa、なかはらまき
- プロデューサー - 中村経臣（テレビ東京）、多葉田一夫（テレスクリーン）、高橋澄夫、栃平吉和（以上、和光プロダクション）
- 文芸：大平敏
- 総監督 - 笹川ひろし
- 美術監督 - 新井寅雄
- 音楽 - 有澤孝紀
- 録音演出 - 浅梨なおこ
- 製作協力 - 和光プロダクション
- 製作 - テレビ東京、テレスクリーン（英語版）

### 各話スタッフ
- 脚本 - 大平敏、對馬昇、十品薫、三宅直子、小山真弓、内田幸子 他
- 絵コンテ・演出 - 笹川ひろし、望月敬一郎、岡崎幸男、原征太郎、うえだじゅんや、池野文雄、小柴純弥、舛成孝二、元永慶太郎、浅田裕二、大賀俊二、坂田純一、秦泉寺博、殿勝秀樹、他
- 作画監督 - 昆進之介、宍倉敏、依田正彦、鈴木満、中島豊秋、茶谷十八、香川浩、木下ゆうき 他

## 主題歌
全て歌は堀江美都子、作詞は佐藤ありす、作曲は有澤孝紀、編曲は京田誠一。
「Fly away －夢の飛行機－」
オープニングテーマ。
「GO!GO!マイフレンド」
エンディングテーマ。

## 放送局
| 放送期間                                             | 放送時間                              | 放送局         | 対象地域       | 備考             |
| ---------------------------------------------------- | ------------------------------------- | -------------- | -------------- | ---------------- |
| 1988年4月5日 - 9月27日 1988年10月3日 - 1989年3月27日 | 火曜 18:00 - 18:25 月曜 17:00 - 17:30 | テレビ東京     | 関東広域圏     | 製作局           |
| 1988年4月5日 - 9月27日                               | 火曜 18:00 - 18:25                    | テレビ愛知     | 愛知県         | 第26話で打ち切り |
|                                                      |                                       | テレビ大阪     | 大阪府         |                  |
|                                                      |                                       | テレビせとうち | 岡山県・香川県 |                  |
| （1989年8月頃放送）                                  | 土曜 5:45 - 6:15                      | 岩手放送       | 岩手県         | 現：IBC岩手放送  |
| （1989年3月頃放送）                                  | 土曜 8:00 - 8:30                      | 長野放送       | 長野県         |                  |